# Parc Eglantyne-Jebb
Le parc Eglantyne-Jebb, appelé jusqu'en 2021 parc des Acacias, est un parc public de 9 724 m2, situé dans le quartier des Acacias, à Genève, en Suisse.

## Localisation
Le parc se situe dans le quartier des Acacias (d'où son nom), à la frontière entre la ville de Genève et la commune de Carouge. Il est délimité par les rues des Acacias, des Épinettes, des Ronzades et des Noirettes.

## Histoire
À l'origine parcelle industrielle, la parcelle est acquise en 1979 dans la même période que le parc des Evaux et le parc Gourgas par la Ville de Genève pour y créer un parc public, inauguré en 1988 par la plantation d'un robinier.
Une partie du parc est transformée en 2006 en espace de liberté pour les chiens, inauguré le 20 mai 2006.
En 2021, le parc est rebaptisé Parc Eglantyne-Jebb en hommage à la fondatrice de l'organisation Save the Children, décédée à Genève en 1928. Ce changement de nom intervient dans le cadre du projet 100 Elles, visant à améliorer la visibilité dans l'espace public des femmes ayant marqué l'histoire genevoise.

## Contenu du parc
Le parc est équipé d'une place de jeux, de tables de ping-pong et de pique-nique. Il était équipé d'une rampe pour patins à roulettes. En été, la maison de quartier des Acacias voisine organise de nombreuses manifestations musicales et théâtrales dans le parc.